# Rocca Sinibalda
Rocca Sinibalda település Olaszországban, Lazio régióban, Rieti megyében. Lakosainak száma 791 fő (2023. január 1.). Rocca Sinibalda Ascrea, Castel di Tora, Concerviano, Longone Sabino, Monteleone Sabino, Poggio Moiano, Varco Sabino, Belmonte in Sabina, Colle di Tora és Torricella in Sabina községekkel határos.

## Népesség
A település lakossága az elmúlt években az alábbi módon változott:
| Lakosok száma | 795  | 780  | 791  |
|               | 2017 | 2018 | 2023 |